# Jodel D.18
Il Jodel D.18 è un ultraleggero biposto progettato e costruito dall'azienda francese Jodel.

## Storia del progetto
L'originale versione D.18, progettata per l'autocostruzione da parte di privati, è stata modificata nella D.185 per adattarsi alle norme sugli ultraleggeri della Fédération aéronautique internationale. Sia il D.18 che il D.185 sono monoplani ad ala bassa, il sedile del pilota e del passeggero in posizione affiancata nella cabina di pilotaggio chiusa, un carrello d'atterraggio tradizionale fisso e un motore in configurazione traente.
Le versioni con carrello triciclo sono designate D.19 e D.195, rispettivamente per l'autocostruzione e per la categoria ultraleggeri.
Tutte le versioni hanno una struttura in legno e il rivestimento in tela. I motori utilizzati sono il Jabiru 2200, un motore aeronautico boxer 4 cilindri da 85 hp (63 kW), motori Rotax e Limbach Flugmotoren, nonché il Volkswagen 1600, un motore automobilistico da 58 hp (43 kW).

## Varianti
D18
Versione originale per l'autocostruzione
D185
D.18 modificato per rientrare nella categoria europea ultraleggeri.
D19
Versione con carrello triciclo.
D195
D.19 modificato per rientrare nella categoria europea ultraleggeri.